# Eptesicus dimissus
Eptesicus dimissus är en fladdermusart som beskrevs av Thomas 1916. Eptesicus dimissus ingår i släktet Eptesicus och familjen läderlappar. Inga underarter finns listade i Catalogue of Life. Enligt en studie från 2018 ska arten flyttas till det ny beskrivna släktet Cassistrellus där även den nyupptäckta arten Cassistrellus yokdonensis ingår.
Denna fladdermus förekommer i Nepal söder om Kathmandu och i angränsande områden av Indien. Dessutom hittades en individ i södra Thailand. Nästan inget är känt om artens levnadssätt.
Arten har 39 till 42 mm långa underarmar, en kroppslängd (huvud och bål) av 59 till 63 mm, 9 till 10 mm långa bakfötter och cirka 16 mm stora öron som är trekantiga. En individ vägde 15 g. Svansen är nästan helt inbäddad i svansflyghuden och bara 2 till 3mm ligger utanför. Eptesicus dimissus har kort kastanjebrun päls med hår som är cirka 3 mm långa. Artens flygmembran har en mörkbrun färg.